# Montérégie
Montérégie è una regione amministrativa della provincia del Québec situata sulla riva sud del fiume San Lorenzo. Ha una superficie di 11 111 km², e nel 2008 possedeva una popolazione di 1 415 010 abitanti.

## Suddivisioni
Municipalità regionali di contea
- Municipalità regionale della contea di Acton
- Municipalità regionale della contea di Brome-Missisquoi
- Municipalità regionale della contea di La Haute-Yamaska
- Municipalità regionale della contea di La Vallée-du-Richelieu
- Municipalità regionale della contea di Le Haut-Richelieu
- Municipalità regionale della contea di Les Maskoutains
- Municipalità regionale della contea di Marguerite-D'Youville
- Municipalità regionale della contea di Pierre-De Saurel
- Municipalità regionale della contea di Rouville
- Municipalità regionale della contea di Beauharnois-Salaberry
- Municipalità regionale della contea di Le Haut-Saint-Laurent
- Municipalità regionale della contea di Les Jardins-de-Napierville
- Municipalità regionale della contea di Roussillon
- Municipalità regionale della contea di Vaudreuil-Soulanges

Territori equivalenti
- Agglomerato di Longueuil

Riserve native
Non associate alla MRC.
- Akwesasne
- Kahnawake